# 昭島ガス
昭島ガス株式会社（あきしまガス）は、東京都昭島市に本社を置く都市ガス事業者。都市ガスの供給エリアは、昭島市内のみで都市ガスの他にプロパンガスや自動車用LPガス、天然ガス、さらに電気事業も展開している。

## 事業概要（平成30年）
- 需要家数：32,802件[1]
- 本支管延長数：224,983m
- ガス販売高：33億6811万3000円

## 沿革
- 1962年 - 昭島ガス株式会社設立。都市ガス供給開始。
- 1964年 - プロパンガス事業開始。
- 1983年 - LPガス自動車スタンドの営業開始。
- 2000年 - 天然ガス自動車スタンド営業開始。
- 2016年 - 電気販売開始。